# Puerto Ricó-i Függetlenségi Párt

Puerto Rico zászlaja (1895)

A Puerto Ricó-i Függetlenségi Párt (spanyolul: Partido Independentista Puertorriqueño, rövidítve PIP) politikai párt Puerto Ricó-ban, amelynek célkitűzése, hogy a szigetország az Amerikai Egyesült Államoktól független nemzetté váljon. 1946. október 20-án alapította Don Gilberto Concepción de Gracia. Puerto Rico három fő pártjának egyike, és a második legrégebbi a bejegyzett pártok közül. A PIP az ország függetlenségért vívott polgári és választási harcot szolgálja, és hisz abban, hogy ezzel a függetlenség elérhető.

## A párt vezetősége
A párt vezetőségi tagjai az alábbiak:
- Rubén Berríos Martínez, elnök
- Edwin Irrizary Mora, a 2008-ban tartandó választások kormányzói jelöltje
- Fernando Martín García, ügyvezető-elnök
- María de Lourdes Santiago, alelnök és a Puerto Ricó-i felsőház szenátora
- Víctor García San Inocencio, a Puerto Ricó-i alsóház képviselője
- Juan Dalmau Ramírez, főtitkár
- Roberto Iván Aponte Berríos, szervezeti titkár
- Manuel Rodríguez Orellana, az amerikai ügyek titkára
- Luis Roberto Piñero, a San Juan fővárosi szervezet vezetője és az Independentistas pro Unicameralidad (Függetlenségiek az Egykamarás Kormányzásért) szervezet elnöke.

## A párt himnusza

A párt zászlaja

Alborada (Hajnal)
Si ese cielo es libre (Ha ez az ég szabad)
y es libre la mar. (és szabad a tenger.)
¿Por qué yo no puedo (Miért nem lehetek)
tener libertad? (én szabad?)
Llévame contigo (Vigyél el magaddal oda)
a donde tú vayas, (ahova te mégy,)
quiero que me enseñes (azt akarom, hogy megmutass)
un nuevo mañana. (egy új jövőt.)
Somos de esta tierra, (E földről vagyunk)
somos la alborada. (mi vagyunk a hajnal.)
Un pueblo que espera (Egy nép, ki várja)
la hora del mañana. (a holnap eljöttét.)
Que en su propio suelo (Hogy a saját földjükön)
se sientan seguros. (biztonságban érezzék magukat.)
Que sus hijos sepan (Hogy fiaik tudják)
que suyo es el futuro. (hogy az övéké a jövő.)
Nuestro es el futuro, (Miénk a jövő)
nuestra es la verdad, (miénk az igazság)
nuestro es el derecho (miénk a jog)
a la libertad. (a szabadsághoz.)